# Tyta angustifascia
Tyta angustifascia là một loài bướm đêm trong họ Noctuidae.